# Marnix van St. Aldegonde (schip, 1930)
De Marnix van St. Aldegonde was een Nederlands luxe passagiersschip van de Stoomvaart Maatschappij Nederland dat ingedeeld werd als troepentransportschip bij de Central Naval Force voor de geallieerde strijdmachten tijdens de Tweede Wereldoorlog.
Ze werd op 7 november 1943 door Duitse bommenwerpers in de Middellandse Zee getorpedeerd en tot zinken gebracht.

## Geschiedenis
In mei 1941 is de Marnix in Singapore omgebouwd tot troepentransportschip en heeft in het eerste jaar van de oorlog voornamelijk Australische troepen vanuit Melbourne naar Azië en Afrika verscheept. Op 20 oktober vertrok de Marnix met 1000 Italiaanse gevangenen vanuit Egypte naar Bombay. Eind 1941 vertrok de Marnix naar Durban om aan de strijd in Europa deel te nemen.
In 1942 werd de 'Marnix van St. Aldegonde' ingedeeld als troepentransportschip bij de Central Naval Force voor de landingen in Frans Noord-Afrika (Operatie Torch). Ook de 'MS Tegelberg', 'MS Dempo' en de 'MS Nieuw Zeeland' maakten deel uit van dit onderdeel, evenals de 'Karanja' (B.I. Steam Nav. Co.) en de 'Viceroy of India' (P&O Line). Op 26 oktober 1942 verliet een konvooi van 52 koopvaardijschepen onder bescherming van 30 oorlogsschepen de haven Gourock (Schotland) richting Noord-Afrika.
Op 8 november 1942 zette de 'Marnix van St. Aldegonde' met nog twee Britse schepen 3.400 man Britse troepen zonder tegenstand aan wal.
Op 11 november werden er troepen op Duff White Beach bij Kaap Aoka aan wal gezet. Tijdens deze operatie werd ze voortdurend door Duitse en Italiaanse vliegtuigen aangevallen waarvan de 'Marnix' er twee naar beneden haalde. Het P&O-schip 'Cathay' raakte hierbij in brand.

## Felle verdediging Operatie Torch

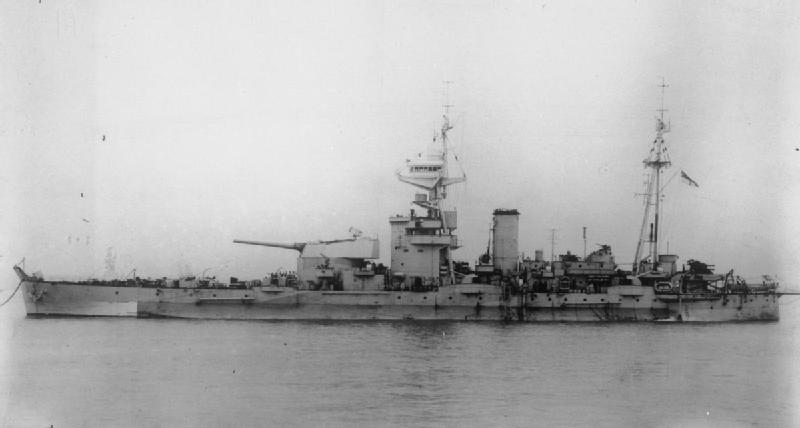
HMS Roberts

Omdat dit schip met munitie was geladen, zocht de 'Marnix' een andere ligplaats en ontkwam daardoor aan nachtelijke aanvallen waarbij drie Britse schepen, het luchtdoelschip 'Tynwald', en nog een korvet en een torpedobootjager, verloren gingen en de 'SS Karanja' (1930). De monitor HMS Roberts werd geraakt door twee bommen van 500 kg en zwaar beschadigd, maar werd op tijd gerepareerd om mee te doen aan Operatie Husky.
Gedurende de nachtelijke aanval wist de 'Marnix' zich vlak onder de bergachtige kust verborgen te houden. Maar tijdens de dag werd ze toch zwaar aangevallen. Ondanks de komst van Spitfires waren de Duitse aanvallen nog lang niet afgelopen. De Duitsers wilden ten koste van zware verliezen, aan eigen kant, de landing op de kust van Noord-Afrika voorkomen en daarmee het gevaar van de Duitse troepen en hun bevoorrading veiligstellen.
De 'Marnix' was nog het enige overgebleven schip van deze groep en kreeg het nu ook zwaar te verduren, gedurende een vijf kwartier durende aanval, waarbij 21 zware bommen richting 'Marnix' werden afgeworpen.
Ze verdedigde zichzelf met 100 stuks 12-pounders granaten, 1.000 stuks 40-mm Bofors, 800 stuks 20-mm Oerlikon, 2.000 lichte mitrailleurpatronen, alsmede 42 raketten werden afgevuurd.
Om te illustreren hoe heftig deze aanvallen waren volgt hieronder het rapport van "Gunnery Officer" N. Sieben die de gehele strijd aan boord van de Marnix heeft meegemaakt en de verdediging heeft geleid en hiervoor onderscheiden werd met de Bronzen Leeuw. (bron: "Dispereert Niet" door Kapitein H.W. Hettema; pp. 187–190)
"Afgevuurd werden pl.m.
100 HE en Shrapnel 12 pd.
1000 Bofors
8000 Oerlikon
2000 Lichte Mitr. 303
42 2”-raketten.
De Amerikaansche Oerlikons moesten herhaaldelijk het vuren staken, daar de loopen zeer heet werden. Alle andere kanonnen werkten goed. De U.P. werd in Bougie tweemaal afgevuurd op duikbommenwerpers; hierdoor werden zij boven ons middenschip weggehouden.
De beste kanonnen bleken de Bofors te zijn. Ondergeteekende adviseert, twee Bofors te plaatsen in plaats van de Hotchkisses en Oerlikons inplaats van de Marlins."
"Na den eersten hevigen aanval te Algiers, op 9 November, is het geschut alleen bediend door het scheepsvolk en door DEMS-personeel. De hulp die wij kregen van Leger en Vloot was weinig effectief, daar deze de munitie verspilden. De schutters uit het scheepsvolk en van de DEMS vuurden correct en bewaarden hun kalmte. Hierdoor wisten zij het schip te redden uit de hel van Bougie. Slechts eenmaal hadden de kanonniers order, het vuur niet te openen, namelijk bij het aanbreken van den 12den November, daar het schip dien dag vroeger dan de andere het anker had gelicht en verborgen lag in de schaduw der bergen; er kwamen vliegtuigen over, doch wij waren niet te zien. Dit bespaarde ons heel wat munitie, welke ons buitengewoon goed te pas kwam tijdens den grooten aanval, dien wij dienzelfden dag omstreeks tien uur te doorstaan kregen. Na dien aanval hadden wij slechts weinig meer over.
Van H.M.S. "Karanja" ontvingen wij op 10 November een reserve-Oerlikon en, terwijl we op den 13den November voor anker lagen op de reede van Algiers, van verscheidene andere schepen tezamen 2000 stuks Oerlikon-patronen."
Omtrent de aanvallen, welke wij op onze geheele tocht te verduren hadden, schreef hij het volgende:
Zaterdag 7 November:
Bij het aanbreken van den dag werd een der schepen van het convooi getroffen door een torpedo uit een onderzeeër; het schip bleef drijvende.
Om 16.00 werd een onderzeeër voor het convooi uit gesignaleerd; er volgde geen aanval. In de schemering aanval van vliegtuigen (gesignaleerd vier), vlogen zeer hoog; er werden enkele bommen afgeworpen, doch geen hiervan trof doel. Vuurden met Bofors 12 pd. en Oerlikons van stuurboord.
Zondag 8 November:
Terwijl wij voor anker lagen, pl.m. 6 mijl Z.W. ten van Sidi Ferruch, zagen we gedurende den nacht een gloed boven Algiers en de reede van Algiers. Om 16.30 vlogen twee Heinkels over, lieten twee bommen vallen op ongeveer 200 yard aan stuurboord midscheeps. De vliegtuigen kwamen van achter de bergen en verdwenen na hun bommen te hebben afgeworpen. Wij vuurden eenige schoten af met Bofors.
Maandag 9 November:
Op zee, voor aankomst Algiers, van 17.15-18.00 hevige luchtaanval door eenige laag- en een aantal hoogvliegende bommenwerpers. Bommen werden geworpen, die doel misten. Vuurden met al ons afweergeschut. Waarschijnlijk werd een der hoogvliegende bommenwerpers neergehaald door onze 12 pd. van stuurboord. Vliegtuig kwam brandend omlaag en brak middendoor. Een laagvliegende bommenwerper aan ons bakboord werd vermoedelijk neergehaald door onze Bofors. Voordat het vliegtuig neerkwam, zagen wij verschillende projectielen de machine binnendringen. Wij bevonden ons in de bakboord-colonne van het convooi en waren het eenige schip dat op het vliegtuig schoot, toen het neerkwam.
Dinsdag 10 November:
Voor anker gegaan op de reede van Algiers. In ochtendschemering, omstreeks 6.00, aanval van twee laagvliegende machines. Geen schade opgeloopen; een vliegtuig neergehaald door torpedojager. Vuurden met Bofors en 12 pd. van bakboord.
Woensdag 11 November:
Om 5.30 luchtaanval; geen treffers; zwaar luchtdoelvuur van alle schepen. Van 14.30—15.00 aanval van hoogvliegende bommenwerpers, daarna aanval van vier 1aagv1iegende (Italiaansche). Bommen werden afgeworpen ver van de schepen. Welgericht trommelvuur van alle kanonnen. 15.55 — 16.05 aanval uit te hoogte; bommen werden geworpen in de nabijheid van de "Cathay" en twee niet ver van ons schip. Goed geconcentreerd afweervuur van a1 onze afweerkanonnen.
16.52 — 17.45 een zeer hevige aanval door 15 Ju’s 88. Twee bommen vielen aan stuurboord op ongeveer 300 yard afstand. Vervolgens een aanval in duikvlucht door Ju’s 88 van stuurboord achter. Goed geconcentreerd vuur van Bofors en Oerlikons maakte dat de vijand van meening veranderde en toen hij zich optrok uit duikvlucht vielen drie bommen 400 yard achter het schip. H.M.S. "Tynwald" (Anti-Aircraft ship) werd tot zinken gebracht. H.M.S. "Roberts" (monitor) kreeg twee treffers; S.S. "Awathea", juist op weg naar Algiers, werd aangevallen door verscheidene vliegtuigen (bommen en torpedo’s). Het schip zonk. Om 16.00 stond S.S. "Caihay" in lichterlaaie.
Donderdag 12 November:
Schip stoomde in den nacht dieper de Golf van Bougie in. Liet anker opnieuw vallen om 1.15. Om 2.30 werd gloed waargenomen boven Bougie en reede van Bougie. H.M.S. "Karanja", dat nog voor anker lag, was te zien alsof het dag was. Luchtaanval in de ochtendschemering, 5.40 — 6.00. H.M.S. "Karanja" in brand gezet door eerste bommen. Ons schip was niet te zien en wij openden het vuur niet. Gingen 8.05 weer voor anker nabij haven van Bougie. Buitengewoon zware aanval van 10.00 — 11.15 door Ju’s 88; duikbommenwerpers geconcentreerd op ons schip. Gedurende dezen aanval geen jachtvliegtuigen in de lucht. Vuurden met alle afweergeschut en U.P.-raketten. Rondom het schip vielen 21 bommen, op afstanden van 20 tot 40 yard. Het schip schudde bij de explosies, doch op het schip zelf werd slechts geringe schade aangericht. Uiterlijk naar alle waarschijnlijkheid geen schade. Verlieten Bougie te 11.27, met bestemming Algiers."

## Onderscheidingen
Kapitein H.W. Hettema van de Marnix van St. Aldegonde werd in januari 1943 benoemd tot ridder 4e klasse in de Militaire Willems Orde wegens zijn moedig gedrag en tactvol beleid. De Britse Koning onderscheidde hem nog het Distinguished Service Cross.
Voorts werd nog aan een aantal opvarenden van de Marnix hoge onderscheidingen uitgereikt. Zo ontving "Gunnery Officier" N. Sieben een Bronzen Leeuw

## Operatie Husky
Uiteindelijk werd de Marnix tijdens Operatie Torch gespaard en kon ze naar Engeland voor herstelling en nieuwe transporten. De 'Marnix' werd eind november 1942 gerepareerd en verbouwd tot LSI (L) (Landing Ship Infantery (Large)) waarbij de sloepen werden vervangen door landingsvaartuigen. 

Op 10 juli 1943 nam ze deel aan de landingen op Sicilië (Operatie Husky). De troepen van de 'Marnix' gingen in 20 landingsvaartuigen (LCA) onder Nederlandse vlag aan land ten westen van Kaap Passero. Ondanks continue dreiging verliep deze landing voor de Marnix redelijk voorspoedig. Onderweg terug naar Engeland heeft de Marnix op 14 juli nog 1943 Duitse gevangenen en 195 man Amerikaans leger personeel in Oran opgepikt.

## Operatie Avalanche
Daarna nam ze deel met de Britse 'SS Duchess of Bedford' (1928-1960) en de 'SS Orontes' (1929-1962) aan Operatie Avalanche, de landing bij Salerno in Italië. Aan boord waren Amerikaanse troepen van Task Force 81.
Bij aankomst op 9 september werden de schepen door Duits kustartillerie onder vuur genomen en gedurende de nacht door Duitse luchtaanvallen, waarbij ze twee nabijtreffers opliep. Ze keerde behouden terug in Falmouth Bay.

## Haar einde
Op 27 oktober 1943 vertrok de Marnix opnieuw naar de Middellandse Zee, o.a. vergezeld van Hr Ms Ruys (1938-1968), Hr Ms Tegelberg (1938-1968) en Hr Ms Sloterdijk (1940-1966) van de K.P.M. in konvooi KMF 25A. O.a. gezagvoerder Hettema was op dat moment met verlof. De Marnix stond nu onder bevel van kapitein J.J. Lassche.
Na het passeren van Gibraltar werd het konvooi aangevallen door Duitse torpedovliegtuigen van het type Dornier Do 217. De 'Marnix' bleef vooralsnog ongeschonden.
Tijdens een latere aanval om 18.17 uur bij Kaap Bougaroni op positie 37°12 Noorderbreedte en 06°16 Oosterlengte kreeg ze een voltreffer tussen ruim 5 en de machinekamer, die beide volliepen. Enkele torpedojagers en de 'Ruys' kwamen de 'Marnix' te hulp. De 'Ruys' streek alle sloepen en nam 1.076 man over. Ze had zelf al 2.800 man aan boord.
Een havensleepboot trachtte de 'Marnix' bij de kust aan de grond te zetten om zinken te voorkomen. De berging verliep te langzaam en bovendien kwam ze in aanvaring met de eveneens getroffen en verlaten 'Santa Elena' (1907 - 1943?). De 'Marnix van St. Aldegonde' was niet meer te redden.
Een torpedojager nam de laatste 300 opvarenden aan boord, evenals de Amerikaanse bergingsploeg. Een etmaal na de voltreffers verdween ze op 7 november 1943 om 18.12 uur naar de diepte. Ze zonk op positie 37°07 Noordbreedte en 06°37 Oosterlengte.

## Marnix van St. Aldegonde
- Type: Luxe Passagiersschip, later omgebouwd tot troepentransportschip.
- Roepnaam: PFVA
- Bouwopdracht: 30 april 1928
- Werf: N.V. Nederlandse Scheepsbouw Maatsch. Amsterdam (bouwnummer 195)
- Kiellegging: 8 december 1928
- Te water gelaten: 21 december 1929
- Opgeleverd: 12 september 1930
- Gedoopt: Door H.K.H. Prinses Juliana
- Vernoemd naar de (Zuid-Nederlandse) staatsman/schrijver/dichter Filips van Marnix van Sint-Aldegonde (1538 - 1598), vertrouweling van Willem de Zwijger en genoemd als dichter van het Wilhelmus
- Bouwkosten: 12.053.991 Fl.

### Technische gegevens
- Lengte: 176,79 m
- Breedte: 22,70 m
- Diepgang: 11,98 m
- Waterverplaatsing: 19.129 Brt - 11.404 Nto - 10.879 Dwt.
- Machines: 2 × De Schelde-Sulzer 2 tew 10 cil. dieselmotoren van 2 × 7.000 pk - 2 schroeven
- Snelheid: 17 knopen - maximaal 19 knopen

### Bewapening
- 1 × 12-pounder kanon
- 2 × 40-mm Bofors-kanonnen
- 2 × 20-mm Oerlikon-kanonnen
- 16 × mitrailleurs
- raketinstallatie